# Чемпионат Европы по футболу среди молодёжных команд 2013 (отборочный турнир, группа 1)
Группу 1 отборочного турнира чемпионата Европы по футболу среди молодёжных команд 2013 составили молодёжные сборные Беларуси, Боснии и Герцеговины, Германии, Греции, Кипра и Сан-Марино. Право бороться за выход в финальную часть в стыковых матчах получила сборная Германии, опередившая занявшую 2 место сборную Боснии и Герцеговины на 8 очков.
Время начала матчей — центральноевропейское (UTC+01:00).

## Таблица
| Условные цветовые обозначения |
| ----------------------------- |
| Команды, вышедшие в плей-офф  |

| # | Команда              | И  | В | Н | П | М       | ±   | Очки |
| - | -------------------- | -- | - | - | - | ------- | --- | ---- |
| 1 | Германия             | 10 | 9 | 1 | 0 | 39 − 9  | +30 | 28   |
| 2 | Босния и Герцеговина | 10 | 6 | 2 | 2 | 25 − 12 | +13 | 20   |
| 3 | Греция               | 10 | 4 | 1 | 5 | 14 − 15 | −1  | 13   |
| 4 | Беларусь             | 10 | 4 | 1 | 5 | 11 − 17 | −6  | 13   |
| 5 | Кипр                 | 10 | 4 | 0 | 6 | 16 − 20 | −4  | 12   |
| 6 | Сан-Марино           | 10 | 0 | 1 | 9 | 2 − 34  | −32 | 1    |

|                      | Беларусь | Босния и Герцеговина | Германия | Греция | Республика Кипр | Сан-Марино |
| -------------------- | -------- | -------------------- | -------- | ------ | --------------- | ---------- |
| Беларусь             | —        | 1:1                  | 0:1      | 1:3    | 0:3             | 1:0        |
| Босния и Герцеговина | 3:0      | —                    | 4:4      | 4:0    | 5:1             | 3:1        |
| Германия             | 3:0      | 3:0                  | —        | 1:0    | 4:1             | 7:0        |
| Греция               | 2:3      | 0:1                  | 4:5      | —      | 1:0             | 2:0        |
| Кипр                 | 1:3      | 2:1                  | 0:3      | 0:2    | —               | 6:0        |
| Сан-Марино           | 0:2      | 0:3                  | 0:8      | 0:0    | 1:2             | —          |

## Результаты
| Кипр                                                                    | 6:0 (2:0) | Сан-Марино |
| ----------------------------------------------------------------------- | --------- | ---------- |
| Димостенус 6′ · Деметриу 28′ · Михаил 53′, 76′, 85′ (пен.) · Сиелис 70′ | Отчёт     |            |

| Сан-Марино | 0:3 (0:2) | Босния и Герцеговина             |
| ---------- | --------- | -------------------------------- |
|            | Отчёт     | Билбия 18′ · Стеванович 38′, 75′ |

| Германия                                   | 4:1 (2:1) | Кипр        |
| ------------------------------------------ | --------- | ----------- |
| Холтби 9′, 36′ · Дидави 66′ · Дракслер 75′ | Отчёт     | Митидис 39′ |

| Греция                              | 2:3 (1:2) | Беларусь                                    |
| ----------------------------------- | --------- | ------------------------------------------- |
| Потуридис 38′ (пен.) · Фортунис 87′ | Отчёт     | Хлебосолов 13′, 90+4′ (пен.) · Патоцкий 18′ |

| Германия                                                                          | 7:0 (3:0) | Сан-Марино |
| --------------------------------------------------------------------------------- | --------- | ---------- |
| Ласогга 2′, 43′ · Холтби 41′ · Млапа 47′ · Гинчек 63′ · Эссвайн 66′ · Байстер 74′ | Отчёт     |            |

| Беларусь      | 1:1 (1:1) | Босния и Герцеговина |
| ------------- | --------- | -------------------- |
| Кузьменок 16′ | Отчёт     | Вишча 14′            |

| Кипр | 0:2 (0:0) | Греция                                |
| ---- | --------- | ------------------------------------- |
|      | Отчёт     | Экономидис 58′ (авт.) · Веллиос 90+3′ |

| Беларусь | 0:1 (0:1) | Германия    |
| -------- | --------- | ----------- |
|          | Отчёт     | Эссвайн 29′ |

| Греция              | 2:0 (1:0) | Сан-Марино |
| ------------------- | --------- | ---------- |
| Харалампос 24′, 62′ | Отчёт     |            |

| Германия                             | 3:0 (2:0) | Босния и Герцеговина |
| ------------------------------------ | --------- | -------------------- |
| Млапа 20′ · Нойманн 40′ · Холтби 88′ | Отчёт     |                      |

| Кипр        | 1:3 (1:2) | Беларусь                                               |
| ----------- | --------- | ------------------------------------------------------ |
| Митидис 15′ | Отчёт     | Христофидис 26′ (авт.) · Патоцкий 41′ · Хлебосолов 88′ |

| Сан-Марино | 0:8 (0:5) | Германия                                                                        |
| ---------- | --------- | ------------------------------------------------------------------------------- |
|            | Отчёт     | Млапа 3′, 5′, 30′ · Ляйтнер 20′ · Байстер 45+1′ · Эссвайн 58′, 76′ · Гинчек 74′ |

| Босния и Герцеговина                                                         | 5:1 (4:0) | Кипр                |
| ---------------------------------------------------------------------------- | --------- | ------------------- |
| Вишча 4′ (пен.) · Билбия 18′ · Закарич 25′ · Антониадис 41′ · Стеванович 68′ | Отчёт     | Питтарас 56′ (пен.) |

| Беларусь     | 1:3 (1:0) | Греция                                           |
| ------------ | --------- | ------------------------------------------------ |
| Патоцкий 40′ | Отчёт     | Лебедев 56′ (авт.) · Потуридис 67′ · Веллиос 68′ |

| Греция                                             | 4:5 (2:2) | Германия                                          |
| -------------------------------------------------- | --------- | ------------------------------------------------- |
| Пецос 22′, 62′ · Фортунис 45+3′ · Влаходимос 90+3′ | Отчёт     | Млапа 28′, 45+1′, 90+5′ · Эссвайн 56′ · Белль 87′ |

| Сан-Марино | 0:2 (0:1) | Беларусь                          |
| ---------- | --------- | --------------------------------- |
|            | Отчёт     | Хлебосолов 34′ (пен.) · Куган 54′ |

| Кипр                             | 2:1 (0:0) | Босния и Герцеговина |
| -------------------------------- | --------- | -------------------- |
| Митидис 66′ · Брекало 89′ (авт.) | Отчёт     | Стеванович 47′       |

| Греция | 0:1 (0:0) | Босния и Герцеговина |
| ------ | --------- | -------------------- |
|        | Отчёт     | Вишча 67′            |

| Кипр | 0:3 (0:1) | Германия                                 |
| ---- | --------- | ---------------------------------------- |
|      | Отчёт     | Ласогга 19′ · Гюндоган 72′ · Байстер 90′ |

| Германия   | 1:0 (1:0) | Греция |
| ---------- | --------- | ------ |
| Функ 45+1′ | Отчёт     |        |

| Сан-Марино     | 1:2 (0:1) | Кипр                         |
| -------------- | --------- | ---------------------------- |
| Баттистини 48′ | Отчёт     | Киллас 42′ · Алкивиаду 90+4′ |

| Босния и Герцеговина                | 3:0 (0:0) | Беларусь |
| ----------------------------------- | --------- | -------- |
| Билбия 52′, 76′ (пен.) · Джурич 90′ | Отчёт     |          |

| Сан-Марино | 0:0 (0:0) | Греция |
| ---------- | --------- | ------ |
|            | Отчёт     |        |

| Босния и Герцеговина                   | 3:1 (1:0) | Сан-Марино     |
| -------------------------------------- | --------- | -------------- |
| Бешич 4′ · Джурич 54′ · Стеванович 75′ | Отчёт     | Баттистини 56′ |

| Беларусь | 0:3 (0:1) | Кипр                                            |
| -------- | --------- | ----------------------------------------------- |
|          | Отчёт     | Энглезу 13′ · Митидис 50′ · Курлович 73′ (авт.) |

| Босния и Герцеговина                    | 4:0 (4:0) | Греция |
| --------------------------------------- | --------- | ------ |
| Билбия 8′, 11′ · Бешич 15′ · Джурич 16′ | Отчёт     |        |

| Германия                                       | 3:0 (0:0) | Беларусь |
| ---------------------------------------------- | --------- | -------- |
| Байстер 58′ · Ляйтнер 64′ (пен.) · Польтер 75′ | Отчёт     |          |

| Беларусь     | 1:0 (0:0) | Сан-Марино |
| ------------ | --------- | ---------- |
| Анюкевич 79′ | Отчёт     |            |

| Греция        | 1:0 (0:0) | Кипр |
| ------------- | --------- | ---- |
| Потуридис 64′ | Отчёт     |      |

| Босния и Герцеговина                | 4:4 (3:1) | Германия                                     |
| ----------------------------------- | --------- | -------------------------------------------- |
| Джурич 11′, 23′, 38′ · Граховац 74′ | Отчёт     | Кирххоф 21′ · Польтер 59′, 87′ · Ляйтнер 65′ |

## Бомбардиры
8 голов
- Пениель Млапа

6 голов
| - Неманья Билбия | - Милан Джурич |  |

5 голов
| - Мирослав Стеванович | - Александр Эссвайн |  |

4 гола
| - Дмитрий Хлебосолов - Максимилиан Байстер | - Льюис Холтби - Несторас Митидис |  |

3 гола
| - Олег Патоцкий - Эдин Вишча - Пьер-Мишель Ласогга | - Мориц Ляйтнер - Себастьян Польтер - Яннис Потуридис | - Маркос Михаил |

2 гола
| - Мухамед Бешич - Даниэль Гинчек - Апостолос Веллиос | - Харалампос Мавриас - Атанасиос Пецос - Костас Фортунис | - Мануэль Баттистини |

1 goal
| - Александр Анюкевич - Александр Куган - Игорь Кузьменок - Срджан Граховац - Горан Закарич - Штефан Белль - Илкай Гюндоган | - Даниэль Дидави - Юлиан Дракслер - Ян Кирххофф - Себастьян Нойманн - Патрик Функ - Панайотис Влаходимос - Андреас Алкивиаду | - Стелиос Деметриу - Хараламбос Димостенус - Николас Киллас - Андреас Питтарас - Валентинос Сиелос - Никос Энглезу |

1 автогол
| - Вадим Курлович (в матче против Кипра) - Андрей Лебедев (в матче против Греции) | - Славко Брекало (в матче против Кипра) - Мариос Антониадис (в матче против Боснии и Герцеговины) | - Андреас Христофидис (в матче против Беларуси) - Георгиос Экономидис (в матче против Греции) |